# Schwimmbad

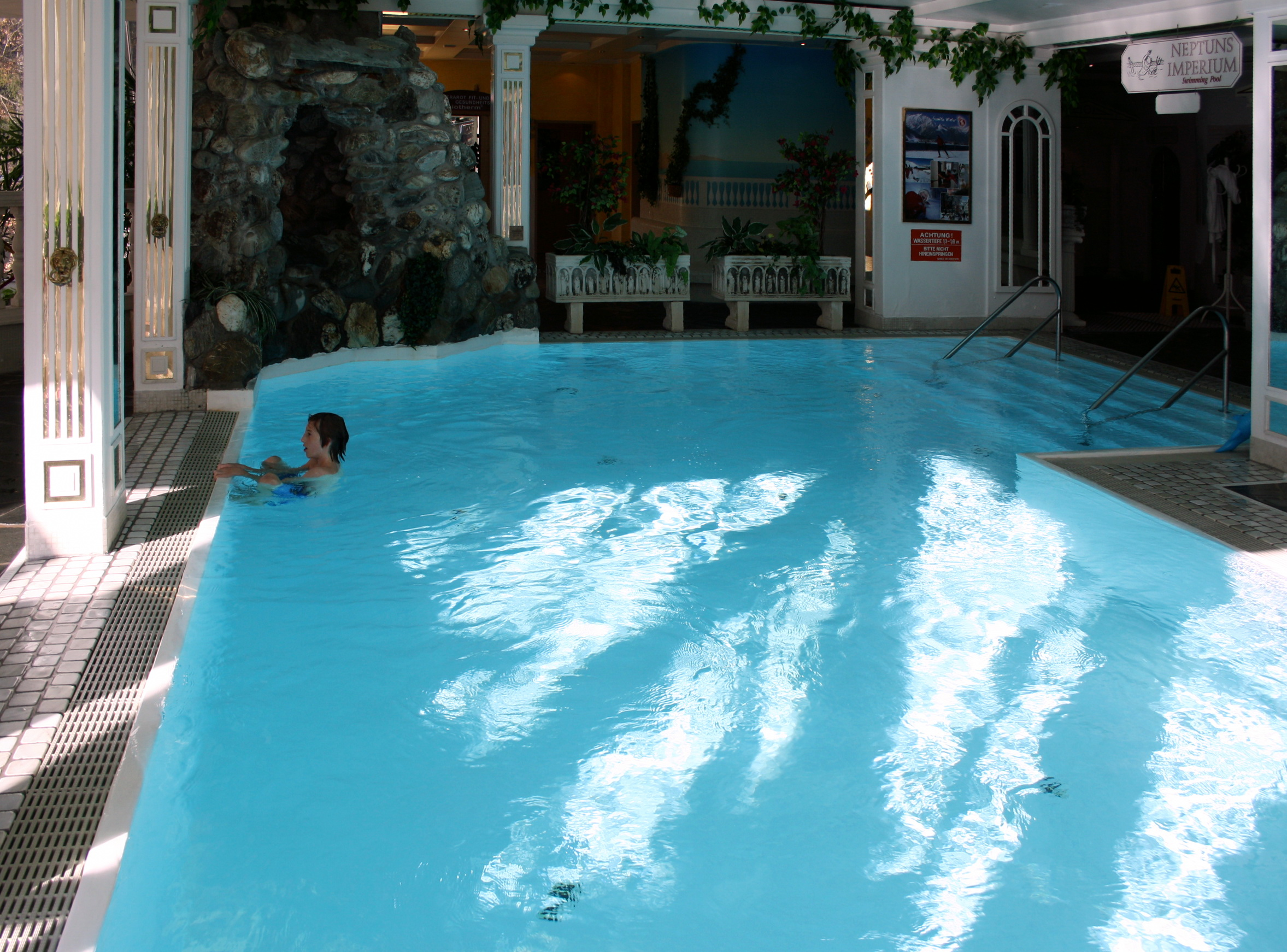
Hallenbad in einem Hotel

Das Schwimmbad ist eine Anlage, die der Erholung und der sportlichen Betätigung im, am und unter Wasser dient. Hauptbestandteil eines Schwimmbades sind Schwimmbecken zum Baden und Schwimmen. Darum gruppieren sich Umkleide- und Duschräume sowie Sitz- und Liegemöglichkeiten. Andere Einrichtungen im Bereich Wellness können das Angebot ergänzen. Für die meisten öffentlichen Schwimmbäder werden Eintrittsgelder erhoben. Als teilweise kostenlose Alternative werden vor allem im Sommer Badeseen genutzt. Private Schwimmbäder sind meist kleiner und haben oft nur ein Schwimmbecken. Eine andere Art von Badeanstalten waren früher die Volksbäder als Möglichkeit zur regelmäßigen Körperpflege.

## Geschichte

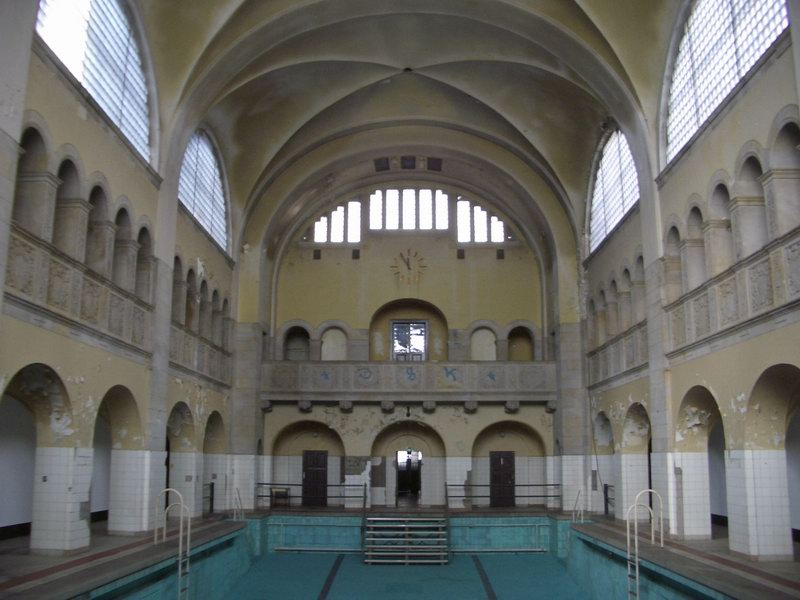
Das Stadtbad in der Oderberger Straße in Berlin von 1900 (heute Veranstaltungsraum, Foto 2005)

Schwimmbäder hatten schon die antiken Griechen. Die Römer entwickelten die Badekultur der Griechen weiter und errichteten in ganz Europa Thermen. 305 v. Chr. besaß Rom die erste große Wasserleitung (Aqua Appia), und zu dieser Zeit wurde bereits ein öffentliches Bad eingerichtet. Im 4. Jahrhundert hatte allein Rom zirka 900 öffentliche Bäder. Angehörige aller Klassen besuchten die öffentlichen römischen Bäder; für Arme gab es auch kostenlose Badestuben. Im Mittelalter standen in sogenannten Badehäusern mit Wasser gefüllte Wannen bereit. Hierbei stand der hygienische Aspekt in Anbetracht der herrschenden Seuchen im Vordergrund. Mit der Einführung von Kurbädern erlebte die erholende und heilende Wirkung des Wassers eine Renaissance. Heute wird vor allem zwischen Freizeit-, Kur- und Sportbädern unterschieden, die mit dem jeweiligen Zusatzangebot eine bestimmte Zielgruppe ansprechen.

## Arten von Bädern
Grundlegend muss man unterscheiden zwischen Bädern, die nur von einem Haushalt genutzt werden, und öffentlichen Bädern. Kommunen betreiben die meisten öffentlichen Bäder, diese sind durchweg defizitär und müssen von den Kommunen bezuschusst werden. Öffentliche Bäder, wozu auch kleine Hotelbäder oder Becken von Fitness- oder Saunaclubs zählen, unterliegen der Überwachung durch die Gesundheitsämter. Als Grundlage für die Errichtung werden in Deutschland die KOK-Richtlinien und die EN 15288-1 hergenommen.
Weiterhin gliedert man Bäder heutzutage nach Bauart und ihrem Verwendungszweck.

### Bäder nach Bauart

#### Hallenbad, Allwetterbad

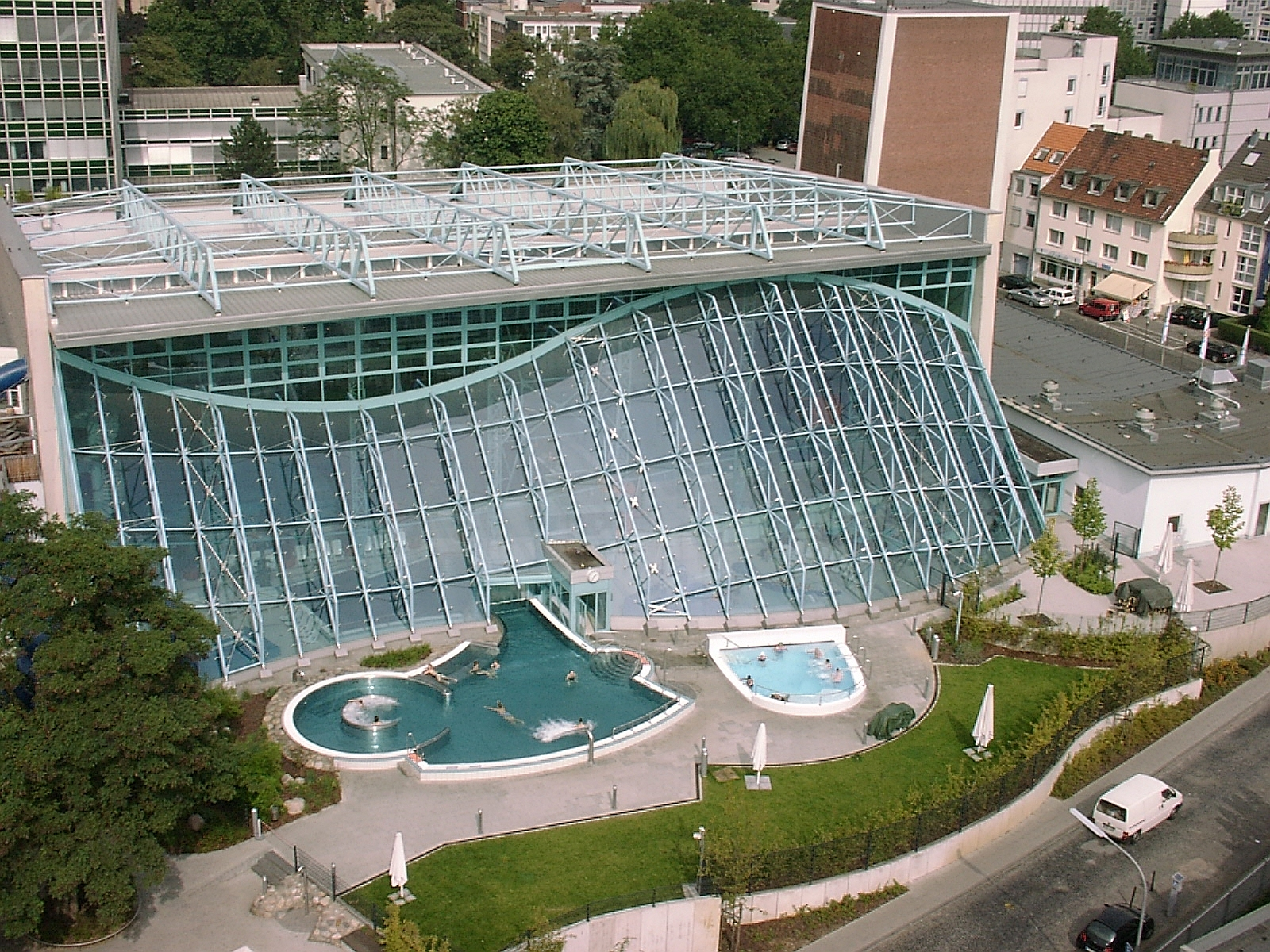
Kölner Agrippabad mit Innen- und Außenbecken

Ein Hallenbad ist in geschlossenen Räumen angelegt und dadurch ganzjährig unabhängig von der Witterung nutzbar. Ein Allwetterbad eignet sich ausdrücklich bei gutem und schlechtem Wetter. Die einfachste Möglichkeit ist die parallele Errichtung eines Freibades neben einem Hallenbad. Außen- und Innenbereich sind oft mittels einer durchschwimmbaren Schleuse verbunden. Technisch anspruchsvoller sind bewegliche Konstruktionen wie Cabriodächer, Teleskophallen und Kuppeldächer. Um Freibäder ganzjährig zu nutzen, kann saisonal eine Traglufthalle über dem Schwimmbecken errichtet werden, wodurch sie zum Hallenbad werden.

#### Freibad

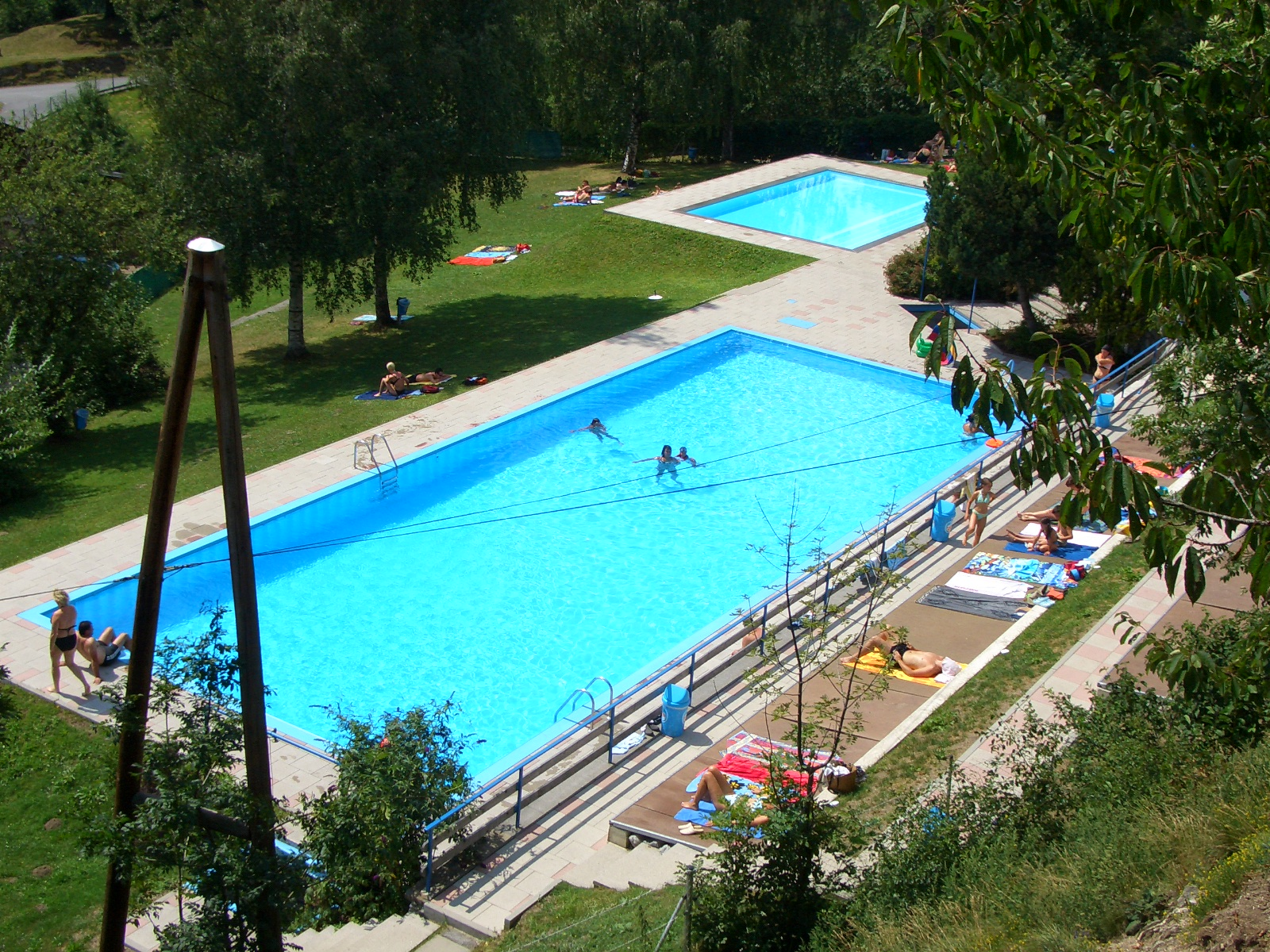
Freibad in Grins

Ein Freibad ist eine Badeanlage mit einem oder mehreren angelegten Schwimmbecken im Freien. Auch wenn das Wasser aus einer natürlichen Quelle stammt und nicht aufbereitet wird, zählt es als Freibad. Das gilt zum Beispiel für Becken in Naturbädern oder schwimmende Badeanlagen wie Badeschiffe.

#### Kombibad (Hallen- und Freibad)
Ein Kombibad vereint ein Hallenbad und ein Freibad in einer gemeinsamen baulichen und betrieblichen Einheit, sodass Besucher je nach Wetterlage zwischen Innen- und Außenbereich wechseln können. Durch die enge Anordnung der Beckenbereiche wird eine effiziente Nutzung, zentrale Aufsicht und ein optimierter technischer Betrieb ermöglicht.

#### Naturbad

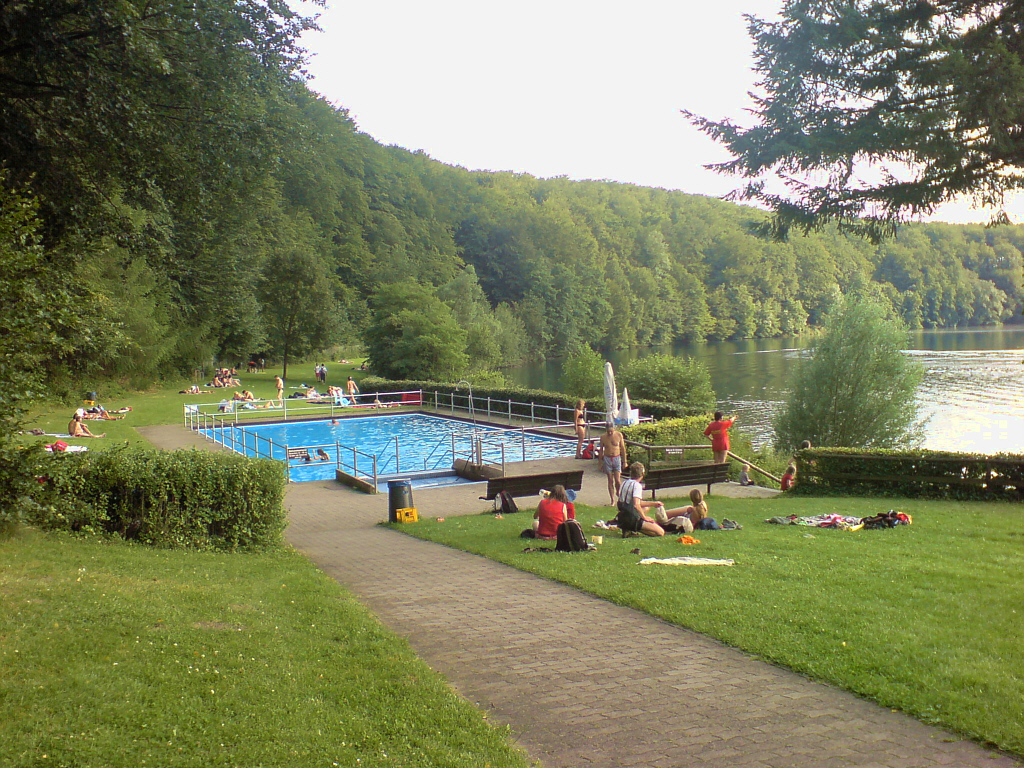
Naturbad Pulvermaar in der Vulkaneifel

Ein Naturbad ist ein abgegrenzter Badebereich in einem natürlichen Gewässer, zum Beispiel in einem See oder Fluss. Es hat auch eine dazugehörige Landfläche und ist nicht überdacht. Naturbäder können an stehenden Gewässern wie Badeseen, an Flüssen oder sogar an Thermalquellen liegen. Oft gibt es dort typische Badeeinrichtungen wie Sprungtürme oder Wasserrutschen. Im Gegensatz zu einem Schwimmteich, der künstlich angelegt wird, nutzt ein Naturbad eine abgegrenzte Fläche eines natürlichen Gewässers. Ein Strandbad ist ein Naturbad, dass es einen Sandstrand hat. Früher wurden solche Badeorte oft Wildbad genannt, heute spricht man meist von einem Naturbad, wenn es sich um eine naturbelassene Badestelle handelt.

#### Badestelle
Eine Badestelle ist öffentlich zugängliche Wasserfläche, die zum Schwimmen genutzt wird und keine speziellen Badeeinrichtungen wie Sprungtürme, Stege oder Rutschen aufweist. Diese Flächen sind in der Regel frei zugänglich und werden von vielen Menschen zum Schwimmen genutzt.

### Bäder nach Art der Nutzung

#### Schul- und Gruppenbad
Ein Schul- und Gruppenbad ist meist an Schulen oder in kommunalen Sportzentren angesiedelt. Es dient vorrangig dem Schulschwimmen, dem Vereinssport und der Nutzung durch organisierte Gruppen.

#### Sportbad

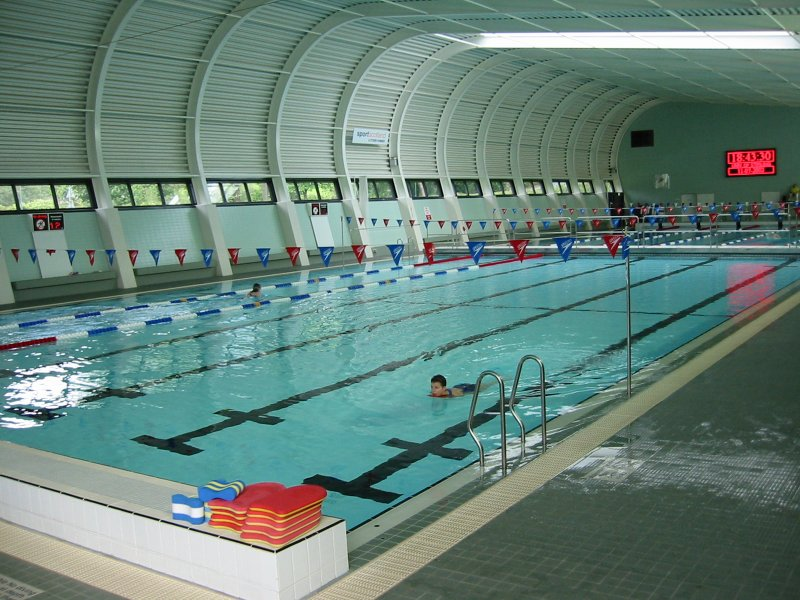
Sportbad

Viele Schwimmbäder eignen sich aufgrund ihrer Bauform und der Auslegung für die Erholung nicht zum sportlichen Schwimmen. Bäder mit Schwimmbecken, die für den Schwimmsport ausgelegt sind, richten sich nach den Standards der World Aquatics und den nationalen Sportverbänden (DSV, ÖSV) und werden dann explizit als Sportbad bezeichnet.
Siehe auch:
- Schwimmsportzentrum (auch nicht öffentliche Trainingszentren)
- Schwimmbecken bei den Olympischen Spielen

#### Freizeitbad, Spaßbad, Spa

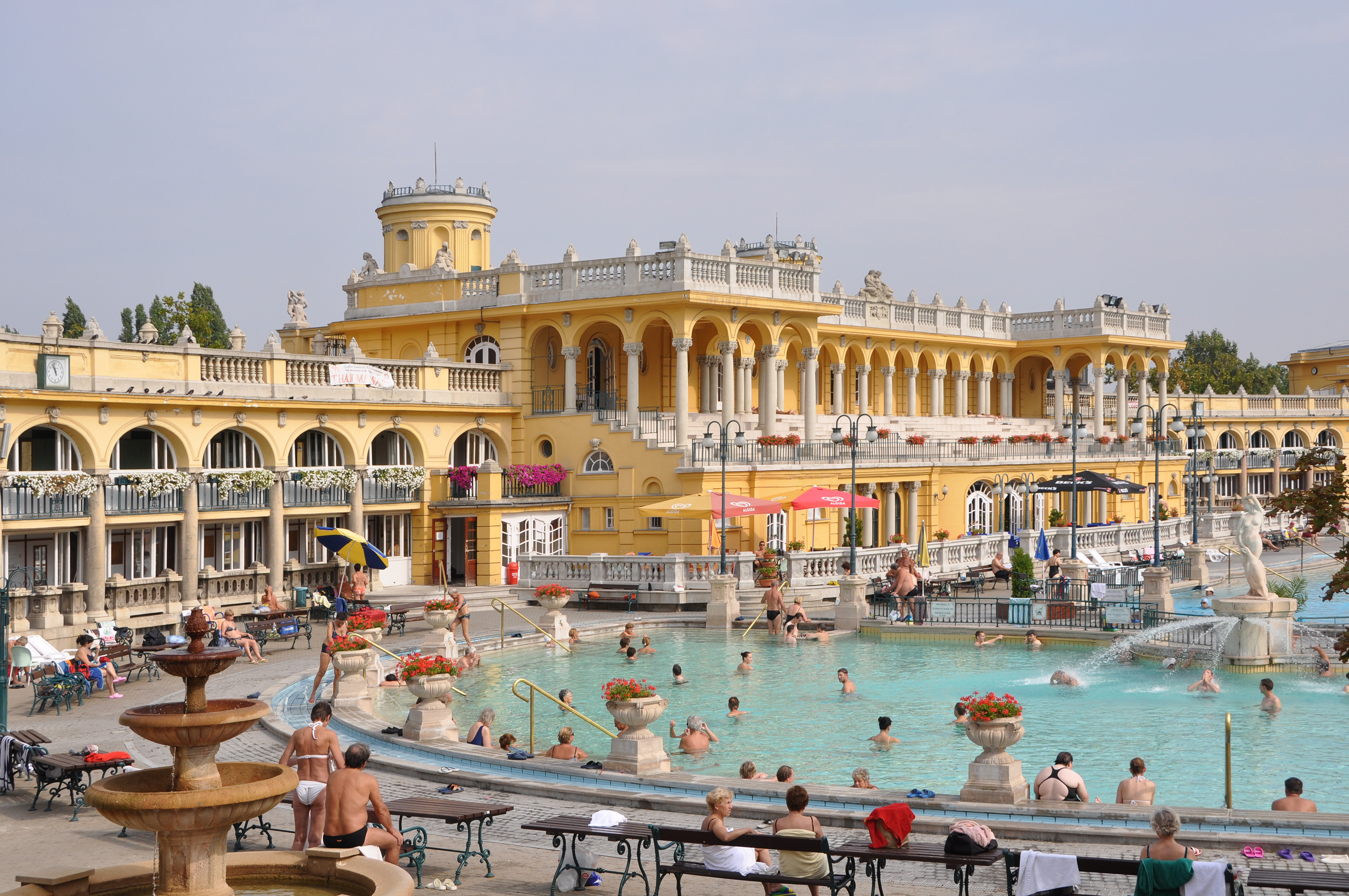
Freibad des Széchenyi-Heilbades in Budapest

Die Bezeichnungen Freizeitbad oder Spaßbad kennzeichnen Bäder, die hauptsächlich auf die Erholung und den Spaß der Badegäste ausgelegt sind. Die Bezeichnung Freizeitbad selbst bezieht sich auf Hallen-, Frei- oder Kombibäder, bei denen die freizeitsportliche Betätigung im Vordergrund steht, d. h., dass sie zumindest ein 25-m-Sportbecken besitzen, oft einen Strömungskanal und kleinere Sprungtürme. Sie enthalten meist zusätzliche außergewöhnliche Becken: Whirlpools, Wasserattraktionen wie Strömungskanal, Sprudelliegen, Nackenduschen, Massagedüsen, Wasserfall etc. Des Weiteren sind in Erlebnisbädern häufig ausgedehnte Ruhezonen, große Saunalandschaften und grundlegende Gastronomie zu finden. Hier ist die Grenze zum Spa des Tourismus fließend und bezieht sich eher auf die öffentliche Zugänglichkeit.

#### Erlebnisbad, Wasserpark
Das Erlebnisbad unterscheidet sich vom Freizeitbad dadurch, dass das Schwimmen eher nebensächlich ist, oftmals nicht einmal ein Sport- oder Sprungbecken vorhanden sind. Wichtig sind hier die Spaßelemente wie diverse Röhren- oder Breitrutschen oder Wildwasserkanäle, Wellenbecken (Wellenbad), Abenteuerbecken. Der Schwerpunkt beim Erlebnisbad liegt also auf dem einmaligen Badeerlebnis und trägt dem offensichtlichen Wunsch der heutigen Badenden nach mehr Action und Erlebnis Rechnung. Dazu steht auch der moderne Ausdruck Wasserpark oder Wassererlebnispark im Sinne Freizeitpark mit Fokus auf Baden. Auch bessere Gastronomie und weiteres Freizeitangebot im Sinne eines umfassenden Ganztagserlebnisses ist verbreitet.

#### Kur-, Heil- und Medizinisches Bad
Diese Schwimmbäder werden auch Therapiebad genannt, das hauptsächlich für Regeneration, Therapie und Rehabilitation genutzt wird. Es hat Becken mit speziellen Formen und Einrichtungen (barrierefreie Zugänge, Personenlifter, Therapiergeräte), sowie zusätzliche Behandlungsmöglichkeiten. In der Regel wird auch natürliches Heilwasser verwendet, das die erforderlichen Mindestwerte für Heilwässer am Anwendungsort erfüllen muss.

#### Stadtbad, Volksbad
Der mittlerweile eher antiquierte Begriff Stadtbad oder Städtische Badeanstalt bezeichnet ein Schwimmbad, das sich im Besitz der jeweiligen Gemeinde oder Stadt befindet und nicht einem Schwimmverein angehört oder anderweitig privat ist. Der Ausdruck datiert ins spätere 19. Jahrhundert, als Hygiene zum öffentlichen Anliegen wurde. In Abgrenzung zu gewerblichen Kurbädern der höheren Stände war sie tatsächlich ursprünglich als reine Körperreinigungsanstalt mit Dusch- oder Wannenbädern konzipiert, die vor allem Menschen mit geringem Einkommen die Möglichkeit zu regelmäßiger Körperpflege bieten sollte, um den Mangel von Bademöglichkeiten in den Wohnungen (Substandard) zu kompensieren; dazu steht auch der Ausdruck Volksbad. Heute sind die Bezeichnungen nur mehr eine Frage des Betreibers und der Tradition.

## Aspekte der Infrastruktur

### Aufsichtspersonal
Schwimmbäder müssen von entsprechend qualifiziertem Personal beaufsichtigt werden. Dieses sorgt im öffentlichen Schwimmbad für die Betriebsaufsicht und die Beaufsichtigung des Badebetriebes aber auch für das Wohl der Gäste. Die Fachkräfte kümmern sich um Wasseraufbereitung und Hygiene, Überwachung der technischen Anlagen, Einhaltung der Haus- und Badeordnung und Erste Hilfe, Personalführung, Kasse und Finanzen etc.
Die entsprechenden Fachkräfte heißen in Deutschland Meister für Bäderbetriebe (früher: Staatlich geprüfter Schwimmeister) und Fachangestellter für Bäderbetriebe (früher: Schwimmeistergehilfe) und Rettungsschwimmer, in der Schweiz Badmeister und in Österreich Bademeister.

### Wasseraufbereitung
Badewasser muss gesund sein. Keimfreiheit, Hautverträglichkeit und klare Sicht sollten durch die Wasseraufbereitung erreicht werden. Trotzdem können eine Reihe von Krankheiten durch den Besuch von Schwimmbädern ausgelöst werden. Zusätzlich muss ständig eine geringe Aktivchlormenge im Becken vorhanden sein, um Keime und Mikroorganismen abzutöten.

### Beckeneinströmung, Auslauf, Beckenmaterial
Das rücklaufende Wasser wird gefiltert und bedarfsgerecht mit Desinfektionsmittel, zumeist Chlor, sowie sauren oder basischen Chemikalien zum Neutralstellen des pH-Werts versetzt, um wieder dem Becken zuzulaufen.
Aufgabe der Beckeneinströmung ist es, das Zulaufwasser schnell und gleichmäßig an jede Stelle im Becken zu bringen und strömungsgetragene Schmutzstoffe zügig aus dem Becken zu entfernen. Nach heutiger Normung muss das eingeströmte Wasser komplett über die Überlaufrinne abfließen, um eine optimale Oberflächenreinigung zu erreichen.
Zumindest beim etwa wöchentlich durchgeführten Tauschen der gesamten Wassermenge unter Entleerung eines Beckens werden die Abläufe an Tiefstellen im Boden genutzt. Diese Abläufe sind heute oft als kaum wahrnehmbare Schlitze ausgebildet. Wahrnehmungspsychologisch wird so ein „schwarzes Loch“ vermieden, allerdings physikalisch tatsächlich somit die Sogwirkung auf z. B. darauf stehende Füße auf kaum spürbar reduziert.
Überlaufrinnen waren ursprünglich in die 20–30 cm über die Wasseroberfläche hochstehenden Beckenbegrenzungswände eingelassen. Ab etwa 1980 setzten sich über Neubauten Rinnen durch, die im horizontalen Bereich des Beckenrands eingelassen und mit rollbaren Rosten aus trittgriffigen Kunststoffstegen begehbar abgedeckt sind.
Als Beckenmaterial folgten auf lackierten Beton keramische Fliesen (zuerst mit Fugen aus Zement, dann Epoxidharz) und zuletzt geschweißtes NiRo-Stahlblech. Immer bedarf es einer Stützkonstruktion hinter der wasserdichten Haut, um den Wasserdruck aufzunehmen.

### Hygiene

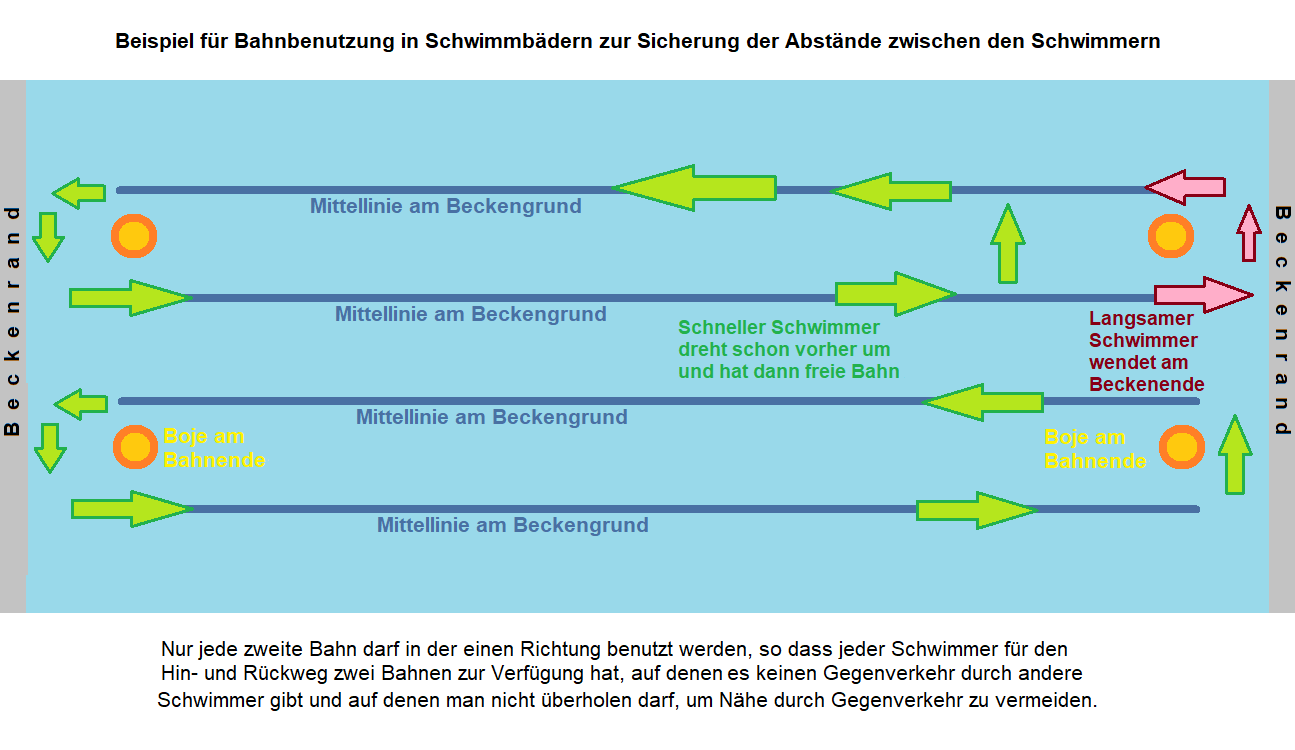
Bahnbenutzung zur Vermeidung von Ansteckung durch Tröpfcheninfektion im Becken

Hygiene und Sauberkeit in Duschen, Toiletten, Umkleideräumen, Kiosk, Küche und Restaurant, auf Wegen und Liegewiesen sind Voraussetzung für einen gesunden Badebetrieb. Dazu gehört auch die Abfallwirtschaft. In der Zeit der Covid-19-Pandemie wurden für Schwimmbäder spezielle Baderegeln geschaffen, um Ansteckungen zu vermeiden.

### Elektrische Anlagen
Elektrische Anlagen und Einrichtungen gefährden Menschen in Bereichen von Wasserbecken mehr als in sonst üblicher trockener Umgebung. Wegen des höheren Risikos der feuchten und nassen Umgebungsbedingungen gelten besondere Anforderungen. Sie sind Gegenstand der Norm/Sicherheitsbestimmung DIN VDE 0100-702.

## Bäderbestand in Deutschland
Der eigentliche Bäderbestand in Deutschland ist bis dato nicht vollumfänglich erfasst. Laut Bäderleben, einem vom Bundesinstitut für Sportwissenschaft gefördertes Forschungsprojekt der Hochschule Koblenz, verfügt Deutschland derzeit über 9.304 Bäder (Stand April 2021). Darin inbegriffen sind jegliche Bädertypen wie Hallenbad, Kombibad, Schulbad, Naturbad, Klinikbad, Freibad, Cabriobad, Freizeitbad, Hotelbad und sonstiges Bad.

### Schwimmbadschließungen
In den Jahren 2004 bis 2021 wurden durchschnittlich jährlich 80 Schwimmbäder geschlossen. Das Bädersterben wird als ein Grund dafür verantwortlich gemacht, dass in Deutschland immer weniger Kinder schwimmen können.

## Bäderbestand in Österreich
In Österreich zeigen die Zahlen der letzten Jahre einen deutlichen Rückgang: 2018 gab es 379 Freibäder, 2020 nur noch 331. Hallenbäder sanken im gleichen Zeitraum von 111 auf 94, Kombibäder von 150 auf 142. Auch die Zahl der See- und Strandbäder ging deutlich zurück – von 127 auf 95.

## Gleichberechtigung in Schwimmbädern
Während es in manchen Urlaubsregionen nichts Außergewöhnliches ist, als Frau oberkörperfrei am Strand zu sein, ist dies in deutschen Schwimmbädern meist nicht zulässig. Nachdem eine Person, die sich selbst nicht als Frau identifizierte, wegen Oben-ohne-Badens aus einem Schwimmbad verwiesen wurde und Hausverbot erhielt, wurde dieses Thema von Politik und Gesellschaft in Göttingen intensiv diskutiert. Ab dem 1. Mai 2022 soll samstags und sonntags testweise Gleichberechtigung in Göttinger Bädern ausprobiert werden.

## Normen
- EN 15288-1 – Schwimmbäder für öffentliche Nutzung – Teil 1: Sicherheitstechnische Anforderungen an Planung und Bau